# Gare de Norden
La gare de Norden est une gare de voyageurs locale et longue distance située dans la ville de Norden, en Frise-Orientale, dans l'arrondissement d'Aurich en Basse-Saxe

## Position
La gare, construite en 2007, est située à l'extrémité Est de Norden et constitue une plaque tournante à partir de laquelle les villes côtières environnantes peuvent être atteintes en bus. La gare est une gare de passage ayant une fonction partielle de terminus.

## Service

### Trafic longue distance
En trafic longue distance, la gare est desservie par deux lignes IC et une ligne ICE .
| Ligne                                  | Tracé de la ligne | Tracé de la ligne | Cycle               |
| -------------------------------------- | --- | --- | ------------------- |
| IC 35                                  | Norddeich Mole – Norddeich – Norden – Emden – Leer – Papenbourg – Meppen – Lingen (de) – Rheine – Münster – Recklinghausen – Oberhausen – Duisbourg – Düsseldorf – Cologne                           | Norddeich Mole – Norddeich – Norden – Emden – Leer – Papenbourg – Meppen – Lingen (de) – Rheine – Münster – Recklinghausen – Oberhausen – Duisbourg – Düsseldorf – Cologne                           | trains individuels  |
| IC 56                                  | Norddeich Mole – Norddeich – Norden – Emden – Leer – Oldenbourg – Brême – Hanovre – Brunswick – Magdebourg –                                                                                         | Halle – Leipzig (– Dresde ) | trains individuels  |
| IC 56                                  | Norddeich Mole – Norddeich – Norden – Emden – Leer – Oldenbourg – Brême – Hanovre – Brunswick – Magdebourg –                                                                                         | Potsdam – Berlin – Cottbus (de) | trains individuels  |
| ICE 47                                 | Norddeich Mole – Norden – Emden – Rheine – Münster – Wanne-Eickel (de) – Gelsenkirchen – Duisbourg – Düsseldorf – Cologne Messe/Deutz – Siegburg/Bonn – Aéroport de Francfort – Mannheim – Stuttgart | Norddeich Mole – Norden – Emden – Rheine – Münster – Wanne-Eickel (de) – Gelsenkirchen – Duisbourg – Düsseldorf – Cologne Messe/Deutz – Siegburg/Bonn – Aéroport de Francfort – Mannheim – Stuttgart | une paire de trains |
| Statut : Calendrier de l'année 2024/25 | | |                     |

### Trafic spécial
La gare est située au début de la section ouest de la ligne de la côte de Frise-Orientale, qui passe par Hage, Westerende et le château de Lütetsburg (de) jusqu'à Dornum (de).

## Divers
À l'est de la gare se trouve le hangar à locomotives, construit en 1890 et classé monument historique, qui sert aujourd'hui principalement au stationnement et à l'entretien des trains spéciaux destinés à circuler sur la ligne de la côte de Frise-Orientale